# Elecciones autonómicas en España
Las elecciones autonómicas son las elecciones en las que los ciudadanos de las diecisiete comunidades autónomas y las dos ciudades autónomas de España eligen a los miembros de los respectivos parlamentos autonómicos. Estas elecciones se celebran cada cuatro años, de forma separada en cada comunidad o ciudad autónoma. 
En febrero de 2022 se celebraron elecciones en Castilla y León. En junio de 2022 se celebraron elecciones en Andalucía. En mayo de 2023 se celebraron elecciones en doce comunidades y en estas ciudades autónomas: Aragón, Asturias, Islas Baleares, Canarias, Cantabria, Castilla-La Mancha, Ceuta, Comunidad Valenciana, Extremadura, La Rioja, Madrid, Melilla, Murcia y Navarra. En febrero de 2024 se celebraron elecciones en Galicia. En abril de 2024 se celebraron elecciones en País Vasco. En mayo de 2024 se celebraron elecciones en Cataluña.

## Legislación
La legislación común para las elecciones autonómicas de todas las comunidades está compuesta por la Constitución española de 1978 y la Ley Orgánica del Régimen Electoral General (LOREG) de 1985 —modificada por última vez en 2018—. Gran cantidad de los artículos de la LOREG son de aplicación directa y obligada para las elecciones autonómicas. Además, otros tantos son de aplicación supletoria, esto es, para el supuesto de que las comunidades autónomas no regulen ciertos aspectos en su legislación específica. A su vez, cada comunidad autónoma cuenta con un estatuto de autonomía y una ley electoral autonómica. Solamente Cataluña no ha promulgado una ley electoral propia.

## Convocatoria
Las elecciones autonómicas son convocadas por los presidentes de las respectivas comunidades autónomas, tal y como establece el artículo 42 de la LOREG. Los presidentes de las ciudades autónomas, por contra, no pueden convocar las propias elecciones autonómicas de su territorio, solo pudiendo ser convocadas de forma ordinaria por el presidente del Gobierno central y, en todo caso, coincidiendo con la fecha de las elecciones municipales en toda la nación. 
En función del estatuto de autonomía de cada nacionalidad o región, el presidente autonómico tiene mayor o menor número de condicionantes para convocar elecciones de forma anticipada. Las elecciones autonómicas se celebran en todas las nacionalidades, regiones y ciudades, cincuenta y cuatro días después de la publicación de su convocatoria en el Boletín Oficial del Estado y en el boletín oficial de la correspondiente autonomía.
Se distinguen en la actualidad dos grupos de comunidades autónomas: aquellas que deben celebrar obligatoriamente elecciones el cuarto domingo de mayo cada cuatrienio -contado a partir de mayo de 1983-, y aquellas que no tienen esta obligación. Aunque todas las comunidades de ambos grupos pueden adelantar las elecciones, en el caso de las del primer grupo que celebren elecciones de forma anticipada, las nuevas legislaturas quedan limitadas por el mandato natural de la legislatura original, por lo que en todo caso habrá elecciones en mayo de cada cuatrienio.   
Las seis comunidades autónomas obligadas a celebrar elecciones el cuarto domingo de mayo de cada cuatrienio, en todo caso, son Asturias, Cantabria, Castilla-La Mancha, La Rioja, Madrid y Murcia. Solamente en Asturias (en 2012) y en Madrid (en 2021) se han llegado a adelantar las elecciones, aunque las legislaturas resultantes de estas elecciones han sido lógicamente más cortas de lo habitual. 
El resto de comunidades autónomas, es decir, Andalucía, Aragón, Baleares, Canarias, Castilla y León, Cataluña, Comunidad Valenciana, Extremadura, Galicia, Navarra y País Vasco, pueden adelantar las elecciones dando lugar a una legislatura completa. Pese a ello, solo cinco comunidades han adelantado elecciones con este nuevo sistema. Las demás las siguen celebrando conjuntamente con las elecciones de las comunidades autónomas no autorizadas al adelanto.

## Sistema electoral

Número de miembros de los Parlamentos autonómicos (2023)

Los miembros de los parlamentos autonómicos se eligen mediante escrutinio proporcional plurinominal con listas cerradas en cada circunscripción electoral. Aunque la Constitución española permite que las comunidades autónomas elijan la fórmula electoral que prefieran, todas utilizan el sistema D'Hondt para la asignación de escaños a las listas electorales, el mismo que el de las elecciones generales.
La mayoría de las comunidades autónomas utilizan como circunscripciones electorales cada una de las provincias que las componen. No obstante, las comunidades insulares (Canarias y Baleares) toman sus islas como circunscripciones electorales. Asturias es la única comunidad peninsular que utiliza tres circunscripciones electorales de territorio inferior a la provincia. Hasta 2015 en Murcia existían cinco circunscripciones de ámbito inferior a la provincia, pero desde ese año utiliza circunscripción única provincial.
Los estatutos de autonomía o, en su defecto, las leyes electorales autonómicas, establecen el número de escaños que deben tener los parlamentos autonómicos, y cuantos escaños corresponden a cada circunscripción. Los parlamentos más numerosos son el catalán, con ciento treinta y cinco diputados, y el madrileño, con ciento treinta y dos. Los menos numerosos son el Parlamento de La Rioja y las Cortes de Castilla-La Mancha, ambos con solo treinta y tres escaños.
Todas las comunidades autónomas utilizan una barrera electoral para sus elecciones. En función de cada comunidad las barreras son del tres, cinco o seis por ciento, y algunas la aplican a cada circunscripción mientras que otras la aplican al conjunto de la comunidad. Todas las comunidades refieren la barrera al total de votos válidos excepto la Comunidad Valenciana que utiliza los votos emitidos (válidos y nulos).
En las elecciones autonómicas pueden participar todos los ciudadanos españoles mayores de edad que tengan la condición política de ciudadano de la comunidad autónoma correspondiente, tanto si residen en España como en el extranjero. Se consideran ciudadanos de una comunidad autónoma a los españoles inscritos en el padrón de alguno de los municipios de la comunidad autónoma, o aquellos españoles residentes en el extranjero que estuvieron inscritos por última vez en dicho padrón.
Desde la reforma de la LOREG de 2007 las candidaturas deben presentar listas electorales con una composición equilibrada de hombres y mujeres, de forma que cada sexo suponga al menos el 40% de la lista. Esta reforma fue recurrida por el Grupo Parlamentario Popular del Congreso de los Diputados ante el Tribunal Constitucional, que en 2008 concluyó que la reforma sí era constitucional. Además, algunas comunidades exigen listas cremallera alternando mujeres y hombres.

## Elecciones
| Comunidad autónoma     | Elecciones                                               | Últimas | Próximas |
| ---------------------- | -------------------------------------------------------- | ------- | -------- |
| Andalucía              | Elecciones al Parlamento de Andalucía                    | 2022    | 2026     |
| Aragón                 | Elecciones a las Cortes de Aragón                        | 2023    | 2027     |
| Principado de Asturias | Elecciones a la Junta General del Principado de Asturias | 2023    | 2027     |
| Islas Baleares         | Elecciones al Parlamento de las Islas Baleares           | 2023    | 2027     |
| Canarias               | Elecciones al Parlamento de Canarias                     | 2023    | 2027     |
| Cantabria              | Elecciones al Parlamento de Cantabria                    | 2023    | 2027     |
| Castilla-La Mancha     | Elecciones a las Cortes de Castilla-La Mancha            | 2023    | 2027     |
| Castilla y León        | Elecciones a las Cortes de Castilla y León               | 2022    | 2026     |
| Cataluña               | Elecciones al Parlamento de Cataluña                     | 2024    | 2028     |
| Ceuta                  | Elecciones a la Asamblea de Ceuta                        | 2023    | 2027     |
| Comunidad Valenciana   | Elecciones a las Cortes Valencianas                      | 2023    | 2027     |
| Extremadura            | Elecciones a la Asamblea de Extremadura                  | 2023    | 2027     |
| Galicia                | Elecciones al Parlamento de Galicia                      | 2024    | 2028     |
| La Rioja               | Elecciones al Parlamento de La Rioja                     | 2023    | 2027     |
| Comunidad de Madrid    | Elecciones a la Asamblea de Madrid                       | 2023    | 2027     |
| Melilla                | Elecciones a la Asamblea de Melilla                      | 2023    | 2027     |
| Región de Murcia       | Elecciones a la Asamblea Regional de Murcia              | 2023    | 2027     |
| Navarra                | Elecciones al Parlamento de Navarra                      | 2023    | 2027     |
| País Vasco             | Elecciones al Parlamento Vasco                           | 2024    | 2028     |